# Carabina Williams
Carabina Williams è un film diretto dal regista Richard Thorpe.

## Trama
David Marshall "Marsh" Williams, un ex operaio è arrestato per una distilleria clandestina e per questo finisce in prigione. A seguito di diverse vicende, finisce nella prigione diretta dal Capitano Peoples e qui riuscirà a sviluppare la Carabina Williams M-1 automatica, usata poi dagli Stati Uniti nella seconda guerra mondiale.

## Produzione

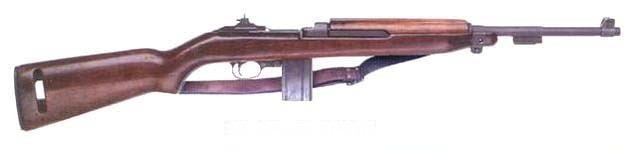
Carabina M1

La storia è tratta dalla vita di David Williams, l'inventore dell'omonima carabina. Uscì nelle sale statunitensi nel maggio del 1952.